# Banja

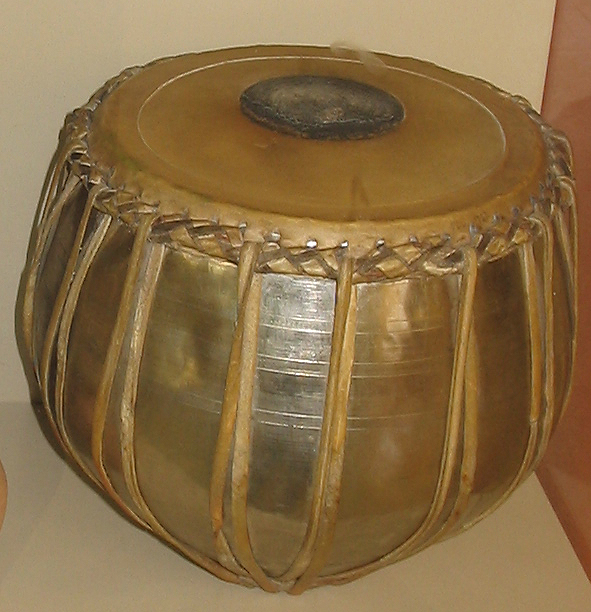
Banja de la India.

El banja (bāyāñ: izquierdo) un instrumento de percusión en forma de un tambor en forma de caldero metálico que se toca con una sola mano, la izquierda, y que forma pareja con otro tambor de madera llamado tabla. 

## Localización
Ambos instrumentos son típicos de la música clásica del norte de la India.

## Clasificación
Se lo clasifica dentro de los membranófonos.
- El contenido de este artículo incorpora material de una entrada de la Enciclopedia Libre Universal, publicada en español bajo la licencia Creative Commons Compartir-Igual 3.0.

- Datos: Q5719092